# Mervyn Tuchet, II conde de Castlehaven
Mervyn Tuchet, segundo conde de Castlehaven (1593 - 14 de mayo de 1631; también escrito Mervin, Touchet ), fue un noble inglés condenado por violación y sodomía y posteriormente ejecutado por ello. Es el único parlamentario ejecutado por un delito común .
Hijo de George Tuchet, conde de Castlehaven y undécimo barón Audley, y su esposa, Lucy Mervyn, era conocido como Lord Audley mientras vivía su padre, por lo que a veces se le conoce como Mervyn Audley . 
Fue armado caballero por Jacobo I en 1608, tras lo que inició los estudios de derecho en el Middle Temple. Fue nombrado miembro del Parlamento por Dorset en el Parlamento Podrido de 1614 y juez de paz para los condados de Dorset, Somerset y Wiltshire.  Sucedió a su padre el 20 de febrero de 1616 o 1617 como conde de Castlehaven y barón Audley. Dejó seis hijos a su muerte. 
Contrajo matrimonio con Elizabeth Barnham, cuñada de Francis Bacon antes de 1608, con la que tuvo seis hijos. Según todas las noticias, se trató de un matrimonio feliz, que terminó con la muerte de Elizabeth en 1622. Su segundo matrimonio, el 22 de julio de 1624, en Harefield, Middlesex, fue con Lady Anne Stanley (1580-1647), hija mayor y coheredera de Ferdinand Stanley, quinto conde de Derby (por su esposa, Alice Spencer ) y viuda de Gray Brydges, quinto barón Chandos. Tuvieron una hija, Anne Touchet, que murió joven.  Lady Anne era significativamente mayor que Castlehaven, y no fue un matrimonio feliz. Sin embargo, en 1628 se celebró el matrimonio entre el hijo de Lord Castlehaven e Isabel, de trece años, hija de Lady Anne.

## Juicio por cargos de violación y sodomía
En 1630, Castlehaven fue acusado públicamente de violar a su esposa y de cometer sodomía con dos de sus sirvientes.  El hijo de Castlehaven, James, afirmó que fue el alcance de la "lujuria" de Castlehaven hacia sus favoritos masculinos la denuncia. 
En un juicio celebrado por sus pares, se afirmó que uno de esos favoritos, Henry Skipwith, había llegado a la residencia familiar de Fonthill Gifford en 1621 y que a los pocos años ya se sentaba a la mesa de la familia y debía ser tratado como "Mister Skipwith". Varios años después, Giles Broadway llegó a la casa y recibió un trato similar. No pasó mucho tiempo antes de que Castlehaven le proporcionara a Skipwith una pensión anual, y fue acusado de intentar que Skipwith preñara tanto a Anne como a su hija Elizabeth, para producir un heredero.
Los cargos presentados contra Castlehaven a raíz de la denuncia de su hijo mayor, que temía ser desheredado, y fueron escuchados por el Consejo Privado bajo la dirección de Thomas Coventry, Lord Gran Senescal. Lady Castlehaven afirmó que su casa estaba infestada de libertinaje, y el Fiscal General en representación de la acusación explicó al tribunal que Castlehaven había enfermado porque "no creía en Dios", una impiedad que hacía que no fuera seguro estar con él. Sin embargo, insistió en que no era culpable y que su esposa y su hijo habían conspirado para lograr su ejecución. Todos los testigos contra Castlehaven saldrían beneficiados económicamente por su muerte (como dijo el acusado: "Son mis bienes, señores, los que me acusan hoy, y nada más")  y "los redactores de noticias de toda Inglaterra hasta la Bahía de Massachusetts especularon sobre el resultado". 
Castlehaven mantuvo su inocencia y el juicio suscitó un considerable debate público. Después de deliberar, el Consejo Privado emitió un veredicto unánime de culpabilidad por el cargo de violación. El cargo de sodomía también fue confirmado, aunque por un estrecho margen, ya que no todos los miembros del jurado estaban de acuerdo en que se hubiera producido penetración.  El caso sigue siendo de interés como uno de los primeros juicios sobre la homosexualidad masculina, pero en última instancia su mayor influencia resultó ser un precedente en los derechos conyugales, ya que fue el primer caso en el que se establece el derecho de una esposa perjudicada a testificar contra su marido. 
Castlehaven fue condenado por delitos sexuales: concretamente el "crimen antinatural" de sodomía, cometido con su paje Laurence (o Florence) FitzPatrick; y de complicidad con Giles Browning (alias Broadway) en la violación de su esposa Anne, en la que Lord Castlehaven había participado al sujetarla.  Se decretó la suspensión de derechos civiles del conde. Según los términos de esta suspensión, Castlehaven perdía su baronía inglesa de Audley, creada para los herederos generales, pero retuvo su condado y baronía irlandeses ya que era un honor protegido por el estatuto De Donis .

## Confesión de fe y ejecución

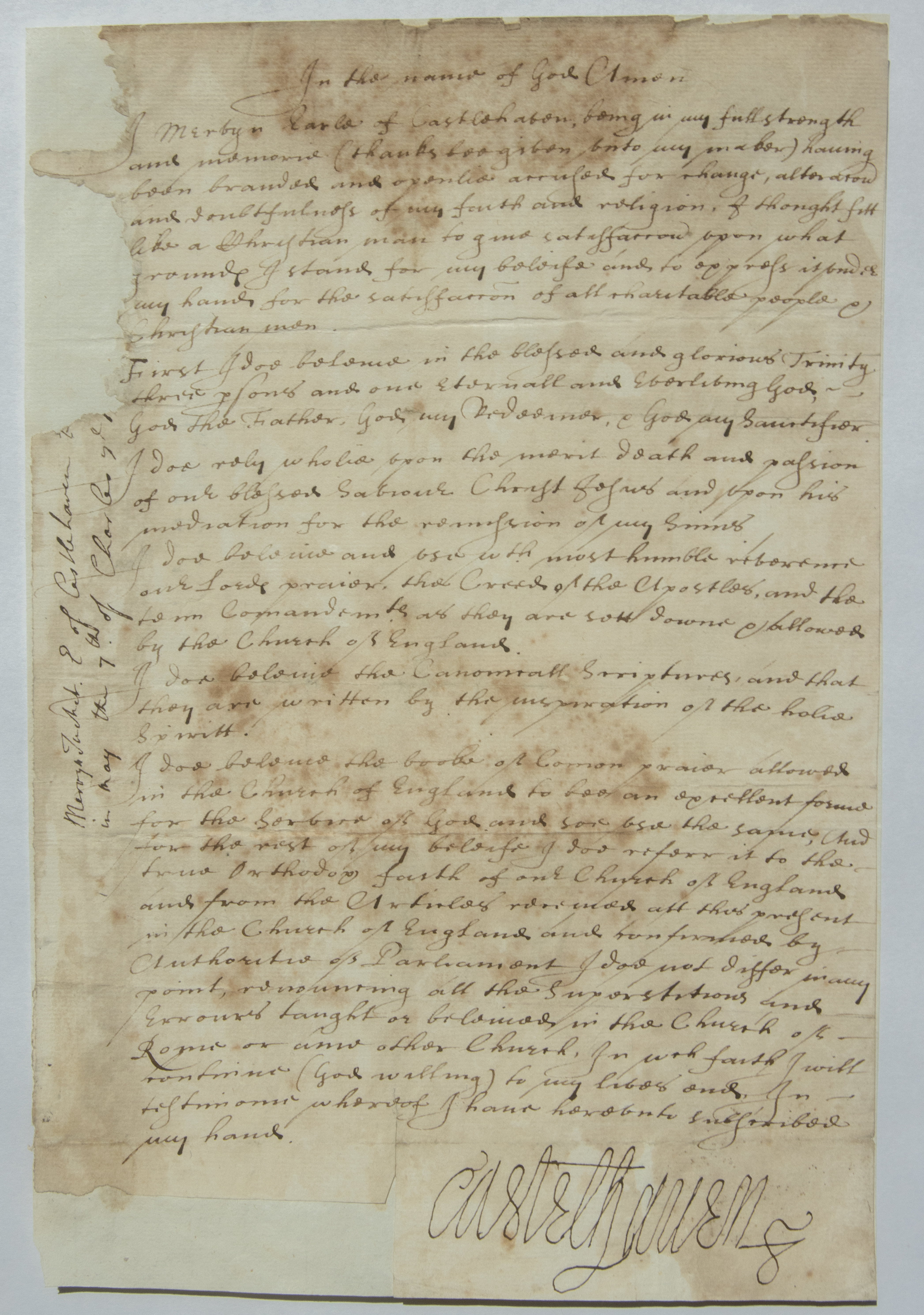
La Confesión de Fe original firmada de Mervyn Tuchet, segundo conde de Castlehaven, que se leyó a petición suya en el cadalso el 14 de mayo de 1631 en Tower Hill, inmediatamente antes de su ejecución por decapitación.

En los días previos a la ejecución de Castlehaven, Thomas Winniffe, decano de St Paul, y el doctor Wickham visitaron Castlehaven a diario para intentar confirmarlo en su religión. Finalmente, Winniffe redactó una Confesión de Fe y Castlehaven la firmó. 
El sábado 14 de mayo de 1631, Castlehaven, acompañado por Winniffe y otros, abandonó la Torre de Londres para ser ejecutado en Tower Hill. Preocupado por los rumores sobre que su supuesta falta de fe hubiera sido la causa de su caída, su Confesión de Fe fue leída en público antes de su decapitación.
Después de eso, Castlehaven reconoció la misericordia del rey, oró brevemente y fue decapitado de un solo golpe. 

## Hechos posteriores
Los títulos irlandeses de Castlehaven pasaron a su hijo James .
James se separó de Elizabeth, que fue abandonada a su suerte en Inglaterra y se casó con Elizabeth Graves pocos meses después de la muerte de su primera esposa. 
Laurence FitzPatrick y Giles Browning fueron juzgados por su papel en los delitos. FitzPatrick testificó que Lady Castlehaven "era la mujer más malvada del mundo y tenía más de qué responder que cualquier mujer que haya vivido". Ambos fueron condenados y ejecutados. 
La historiadora Cynthia B. Herrup,  escribe que Anne "siempre insistió en su inocencia y, en teoría, la condena de su marido debería haberla reivindicado", pero que "su vida después de 1631 fue una exoneración muy parcial" y "La coplilla más popular  que circuló después del juicio retrataba a Castlehaven como un cornudo en lugar de a la condesa como una víctima". En The Complete Peerage, Cokayne añade que la muerte de Castlehaven fue provocada por las maniobras de su esposa y que su indudable adulterio con un tal Ampthill y con Henry Skipwith arroja sospechas sobre todo el caso.

## Descendencia
El primer matrimonio de Mervyn Touchet (antes de 1608) fue con Elizabeth Barnham (1592 - c. 1622–4), hija del concejal de Londres Benedict Barnham y su esposa, Dorothea Smith, y tuvieron seis hijos supervivientes:
- James Tuchet, III conde de Castlehaven (1612-1684), que se casó con Elizabeth Brydges (1614 o 1615-1679 sin descendencia..
- Lady Frances Touchet (nacida en 1617)
- Honorable. George Touchet (fallecido c. 1689

 ), monje benedictino.
- Mervyn Tuchet, IV conde de Castlehaven (fallecido en 1686)
- Lady Lucy Touchet (fallecida en 1662)
- Lady Dorothy Touchet (fallecida en 1635)

Su segundo matrimonio fue con Lady Anne Stanley, el 22 de julio de 1624, hija de Ferdinand Stanley y Alice Spencer. Tuvieron una hija:
- Anne Touchet, murió joven.